# ロイ・J・ボストック
ロイ・J・ボストックはアメリカの投資家 、 Yahoo! Inc.の会長を2008年1月から2012年5月まで務めた実業家である   。  彼は広告会社BCom3 Group、Inc.の会長を2000年から2001年まで務めていた。  また薬物乱用防止を目的とするNPO「Partnership for a Drug-Free America」の元会長であり、デューク大学の名誉理事である。 

## 若いころ
ボストックはデューク大学の卒業。1962年の英文学専攻の成績優秀な大学生であるファイベータカッパ、野球やサッカーチームの代表チームのメンバー。  ボストックはハーバードビジネススクールからもMBAを受けた 。 

## Yahoo! の会長として
2011年9月6日、ボストックは、YahooのCEOであるCarol Bartzを電話で解雇した。 
2012年2月7日、ボストックは退任意向を述べて会長の再選に目指さない意向をみせた。